# Långhalsen, Hälsingland
Långhalsen är en sjö i Ovanåkers kommun i Hälsingland och ingår i Ljusnans huvudavrinningsområde.